# さらば (行進曲)

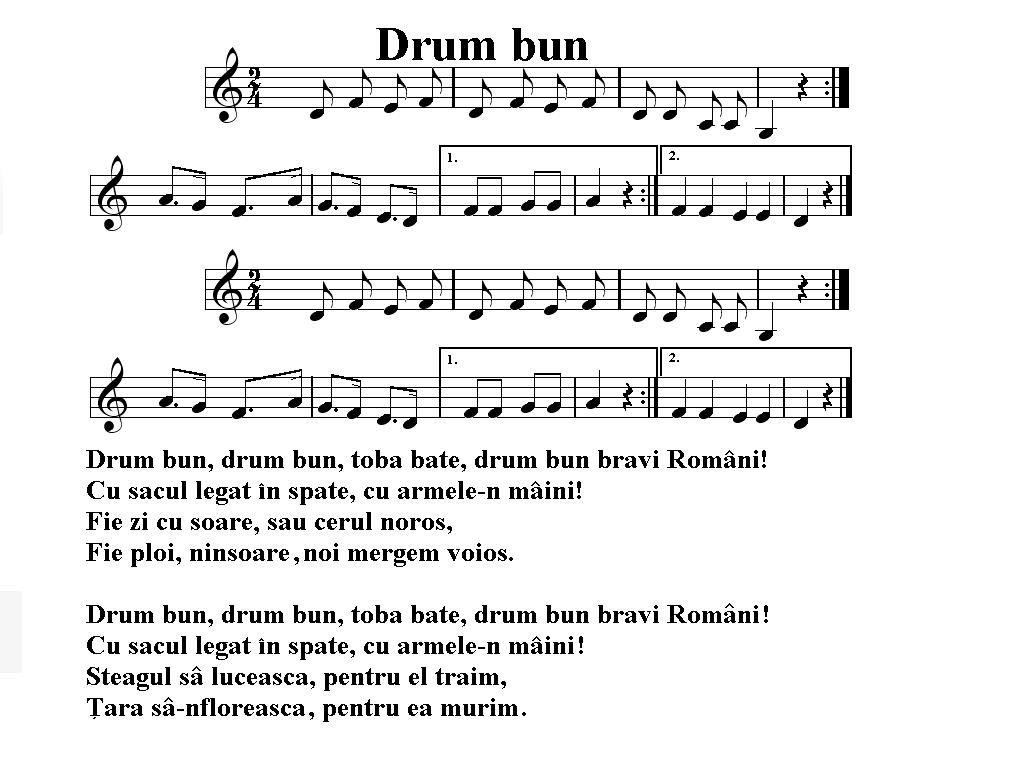
行進曲の楽譜

さらば (ルーマニア語: Drum bun 英語: Farewell) は、1856年にシュテファン・ノシェヴィチによって作曲されたルーマニアの行進曲である。

## 解説
ノシェヴィチが作曲した行進曲であるが、作詞はヴァシレ・アレチャンドリとされ、アレクサンドル・フレヒテンマッハーも作詞者とされている。作者はこの曲を、もうひとつの行進曲「Tătarul」とともに作曲した。この行進曲は1856年に初演されたが、正式に出版されたのは作曲者の死後、1869年になってからである。
1877年から1878年にかけての露土戦争（ルーマニアでは「ルーマニア独立戦争」）で連合公国が初めて使用した。この行進曲は、第一次世界大戦中に大流行した。かつては、特に小学校での唱歌として非常に人気があった。
この曲は「ルーマニア兵の行進曲」（羅: Marșul ostașilor români）や「ベッサラビアにおけるルーマニア兵の行進曲」（羅: Mășul ostașilor români în Basarabia）としても知られている。
さらに、この行進曲はセルジウ・ニコラエスク監督の映画『祖国のために（羅: Pentru patrie）』に登場し、ルーマニア軍中央音楽隊が演奏する曲の一つである。

## 歌詞〔ルーマニア語：日本語〕
| Drum bun, drum bun, toba bate, drum bun, bravi români, ura! Cu sacul legat în spate, cu armele-n mâini, ura! Fie zi cu soare, fie, sau cerul noros, Fie ploi, ninsoare fie, noi mergem voios, drum bun! Drum bun, drum bun, toba bate, drum bun, bravi români, ura! Cu sacul legat în spate, cu armele-n mâini, ura! Steagul să lucească, steagul, pentru el trăim, Țara să-nflorească, țara, pentru ea murim, drum bun! Drum bun, drum bun, toba bate, drum bun, bravi români, ura! Cu sacul legat în spate, cu armele-n mâini, ura! Fie zi cu soare, fie, sau cerul noros, Fie ploi, ninsoare fie, noi mergem voios, drum bun! Noi mergem voios, drum bun! | さらば、さらば、太鼓の音だ、さらば、勇敢なルーマニア人たちよ、万歳！ ザックを背負い、武器を手に、万歳！ 晴れていようが曇っていようが、雨が降ろうが雪が降ろうが、 我々は行進する！さらば さらば、さらば、太鼓の音だ、さらば、勇敢なルーマニア人たちよ、万歳！ ザックを背負い、武器を手に、万歳！ 国旗を輝かせ、国旗のために我々は生き、 国を繁栄させ、国のために我々は死ぬ！さらば さらば、さらば、太鼓の音だ、さらば、勇敢なルーマニア人たちよ、万歳！ ザックを背負い、武器を手に、万歳！ 晴れていようが曇っていようが、雨が降ろうが雪が降ろうが、 我々は行進する！さらば、 前進あるのみ、前進あるのみ！さらば |